# Emanuel Perathoner
Emanuel Perathoner, né le 12 mai 1986 à Bolzano, est un snowboardeur italien spécialisé dans les épreuves de snowboardcross. Il est médaillé de bronze aux Mondiaux 2019.

## Biographie
Actif dans les compétitions officielles de la FIS à partir de 2001, Emanuel Perathoner prend son premier départ en Coupe du monde en janvier 2003 à San Candido (14e). Dans sa carrière junior, il court des épreuves de cross et de parallèle.
En janvier 2012, il se retrouve sur son premier podium en Coupe du monde avec une troisième place au cross de Veysonnaz.
Il participe aux Jeux olympiques d'hiver de 2014, où il ne passe pas la barre des qualifications (39e).
Il renoue avec le podium en septembre 2017 en Argentine, puis court ses deuxièmes Jeux olympiques à Pyeongchang, terminant quinzième.
Lors de la saison 2018-2019, il obtient ses plus grands succès, gagnant le cross de Coupe du monde disputé à Cervinia en Italie puis la médaille de bronze aux Championnats du monde 2019 à Solitude.

## Palmarès

### Jeux olympiques
| Édition/Discipline     | Snowboardcross |
| JO de Sotchi 2014      | 39e            |
| JO de Pyeongchang 2018 | 15e            |

### Championnats du monde
| Édition/Discipline | Snowboardcross |
| Mondiaux 2011      | 17e            |
| Mondiaux 2013      | 19e            |
| Mondiaux 2015      | 26e            |
| Mondiaux 2017      | 13e            |
| Mondiaux 2019      | Bronze         |

### Coupe du monde
- Meilleur classement en snowboardcross : 6e en 2019.
- 4 podiums en cross, dont 1 victoire.